# Steneosaurus

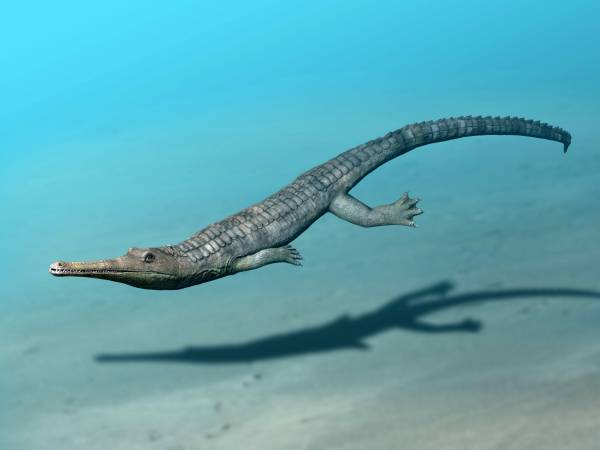
Ricostruzione

Steneosaurus è un genere estinto di rettili, appartenente ai crocodilomorfi, vissuto nel Giurassico medio (166-163 milioni di anni fa) in Europa.

## Un "gaviale" del Giurassico
Questo coccodrillo aveva un aspetto molto simile a quello dell'odierno gaviale del Gange (Gavialis gangeticus) pur non essendo strettamente imparentato. Lo steneosauro fa parte di quel gruppo di coccodrilli noti come talattosuchi (Thalattosuchia), il cui nome significa "coccodrilli di mare". Le abitudini di questi animali, infatti, dovevano essere strettamente marine: il corpo allungato, la coda lunga e le zampe corte di Steneosaurus fanno supporre un habitat prettamente marino, anche se questo animale doveva essere in grado di ritornare sulla terraferma. Il cranio allungato, dotato di mandibole strettissime e fornite di denti aguzzi, era perfetto nella caccia a prede guizzanti come i pesci.

## Taxonomia
Lo Steneosaurus era un tempo un genere di cestino per diverse specie di teleosauridi, comprese quelle del Toarciano e del tardo Giurassico. Tuttavia, recenti lavori hanno indicato che Steneosaurus è parafiletico rispetto a Machimosaurus e Lemmysuchus e Steneosaurus è stato limitato alla specie tipo S. rostromajor.